# Battaglia di Patay
La battaglia di Patay (18 giugno 1429) fu una delle maggiori battaglie della Guerra dei cent'anni, combattuta tra francesi ed inglesi nella parte centro-settentrionale della Francia. Si trattò di una vittoria decisiva per la compagine francese e diede una svolta alla guerra.  Attribuita a Giovanna d'Arco, che si trovava nell'avanguardia insieme alla compagnia di La Hire, la battaglia terminò prima che il grosso delle forze francesi arrivasse sul luogo.

## Antefatto
Dopo il soccorso prestato ad Orléans, i francesi riconquistarono diverse roccaforti inglesi nella valle della Loira. Ciò comportò la necessaria acquisizione di ponti per il conseguente assalto ai territori inglesi e borgognoni a nord. Quasi tutto il territorio settentrionale era in mano nemica e la vittoria di Orléans aveva comportato la distruzione dell'unico ponte in mano ai francesi.
La campagna della Loira del 1429 si compose di cinque azioni militari:
1. L'assedio d'Orléans.
2. La battaglia di Jargeau.
3. La battaglia di Meung-sur-Loire.
4. La battaglia di Beaugency.
5. La battaglia di Patay.
La battaglia di Patay si svolse il giorno dopo la resa inglese di Beaugency. Fu l'unico scontro dei cinque che fu combattuto in aperta campagna. Patay regge il paragone con la battaglia di Agincourt, ove gli inglesi uscirono vittoriosi. Questi ultimi tentarono a Patay le stesse tattiche, che si erano dimostrate valide per 83 anni (a partire dalla battaglia di Crécy nel 1346). Questa volta la vittoria francese sarebbe stata tanto grande quanto lo fu la sconfitta ad Agincourt e parimenti l'effetto della battaglia difficile da eguagliare.
Orléans dimostrò che i francesi potevano vincere un assedio contro gli inglesi. Jargeau, Meung-sur-Loire e Beaugency furono battaglie minori. Patay decimò gli arcieri inglesi più talentuosi con l'esercito inglese sul campo. Nessun altro paese in Europa utilizzava l'arco così intensamente come gli inglesi. Sebbene l'arma fosse relativamente economica da produrre, il costo di mantenimento degli arcieri era proibitivo: l'addestramento costante richiesto per far funzionare l'arma implicava il mantenimento di un esercito permanente. Nel tardo Medioevo molti soldati guerreggiavano stagionalmente e le campagne spesso finivano in tempo per il raccolto autunnale.
Gli arcieri ed i nobili erano in verità dei militari di carriera, ma esistevano dei risentimenti da parte dei secondi nei confronti dei primi, che erano visti come dei trasgressori ad una prerogativa di classe. I reparti di arcieri avevano due punti deboli: il loro equipaggiamento leggero li rendeva degli scarsi difensori nei combattimenti ravvicinati e l'addestramento intensivo frenava la produzione di nuovi arcieri. L'esercito francese sfruttò entrambe le vulnerabilità nel 1429.

## Battaglia
Un esercito inglese di rinforzo comandato da Giovanni Fastolf partì da Parigi dopo la sconfitta di Orléans. I francesi si erano mossi rapidamente, catturando tre ponti ed accettando la resa nemica a Beaugency, il giorno prima che arrivasse l'esercito di Fastolf. Gli uomini di Carlo VII sapevano che non avrebbero potuto vincere ancora in campo aperto contro un nemico preparato. Così esaminarono minuziosamente la zona nella speranza di scovare gli inglesi ancora intenti a prepararsi per la battaglia.
Gli inglesi fecero una ricognizione con i difensori rimanenti a Meung-sur-Loire. I francesi avevano conquistato solo il ponte in questo punto e non il vicino castello o il centro abitato. Ritirandosi da Beaugency i difensori si unirono a questi.  Gli inglesi eccellevano nelle battaglie in campo aperto; questi presero posizione in un luogo tuttora sconosciuto, ma che si ritiene, per tradizione, possa essere vicino al villaggio di Patay.
Fastolf, John Talbot conte di Shrewsbury e Thomas Scales guidavano gli inglesi.
La tattica di difesa standard degli arcieri inglesi era di conficcare dei pali appuntiti nel terreno vicino alle loro posizioni. Ciò preveniva le cariche di cavalleria e rallentava abbastanza la fanteria per eliminare gli assalitori. Gli arcieri inglesi tuttavia svelarono le loro posizioni prima che i preparativi fossero completi: una spia girovagava nei campi vicino all'esercito inglese e gli arcieri levarono un urlo di caccia quando, per divertimento, tirarono ad un cervo solitario che si aggirava nella zona circostante. Quanto accaduto allertò gli esploratori francesi.
Circa 1500 uomini guidati da La Hire e Giovanna d'Arco, all'avanguardia dell'esercito francese, attaccarono gli inglesi ancora impreparati. Jean Poton de Xaintrailles catturò lo stesso John Talbot. Presto divenne una rotta. Ogni inglese munito di cavallo fuggì davanti all'assalto della cavalleria, mentre la fanteria, principalmente composta dai famosi arcieri inglesi, fu sterminata. Per una volta la tattica francese di assalto frontale di cavalleria ebbe successo con risultati sensazionali.

## Conseguenze
Talbot fu catturato dai francesi insieme a molti altri nobili inglesi. Fastolf fuggì con una piccola comitiva di persone. Giovanni di Bedford accusò Fastolf della sconfitta e lo privò del suo status di cavaliere. Questo segnò l'inizio di una in qualche modo immeritata reputazione, posta alla base della leggenda di Falstaff. Come conclusione dell'offensiva francese lungo la Loira, Patay privò gli inglesi di due importanti elementi: comandanti ed arcieri. Tale vittoria permise all'esercito francese di marciare verso nord fino a Reims, senza ulteriori spargimenti di sangue, onde incoronare il Delfino Carlo re di Francia.